# آزادسازی جرف الصخر
عملیات عاشورا عنوانی عملیاتی است که به فرماندهی قاسم سلیمانی فرمانده نیروی سپاه قدس در مهر ۱۳۹۳ در برابر نیروهای داعش انجام شد و به آزادی شهر جرف الصخر در اطراف بغداد انجامید. این عملیات بدون تلفات برای نیروهای عراقی ضربات سنگینی به داعشی‌ها وارد کرد.
به‌دنبال بازپس‌گیری این شهر، شورای استانی بابِل اعلام نمود که از این پس نام شهر را از (به عربی: جرف الصخر) به معنای ساحل سنگی به (به عربی: جرف النصر) به معنای ساحل پیروزی عوض می‌کند.